# Microula diffusa
Microula diffusa är en strävbladig växtart som först beskrevs av Maximowicz, och fick sitt nu gällande namn av Ivan Murray Johnston. Microula diffusa ingår i släktet Microula och familjen strävbladiga växter. Inga underarter finns listade i Catalogue of Life.